# Whorlton Castle
Whorlton Castle är ett slott i Storbritannien.   Det ligger i grevskapet North Yorkshire och riksdelen England, i den centrala delen av landet, 300 km norr om huvudstaden London. Whorlton Castle ligger 104 meter över havet.
Terrängen runt Whorlton Castle är platt åt nordväst, men åt sydost är den kuperad. Runt Whorlton Castle är det ganska glesbefolkat, med 29 invånare per kvadratkilometer. Närmaste större samhälle är Middlesbrough, 17,9 km norr om Whorlton Castle. I omgivningarna runt Whorlton Castle växer i huvudsak blandskog.